# Carnoustie

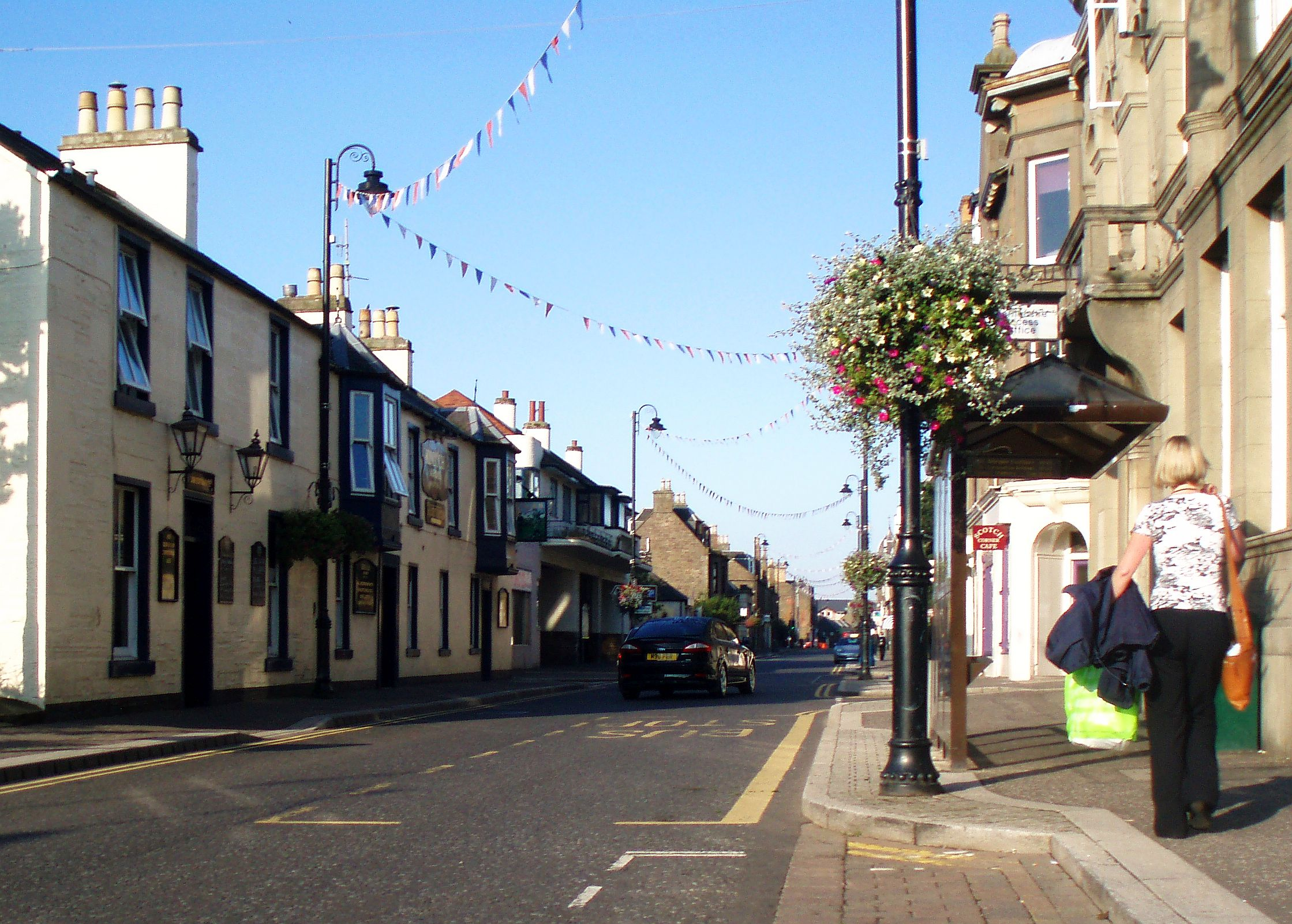
Die High Street in Carnoustie

Carnoustie ist eine Kleinstadt in Schottland mit 11.394 Einwohnern (Stand 2011). Sie liegt an der Mündung des Lochty Burn in die Carnoustie Bay in der Council Area Angus. Im naheliegenden Carnoustie Golf Links fand 2007 die 7. Auflage der British Open in Carnoustie statt.

## Städtepartnerschaften
- Maule in Frankreich seit 1992

## Söhne und Töchter der Stadt
- Cuthbert Strachan Butchart (1876–1955), Golfspieler
- Fred Martin (1929–2013), Fußballspieler
- Iain MacMillan (1938–2006), Fotograf
- Stephen Scobie (* 1943), Dichter
- Ian McDiarmid (* 1944), Schauspieler